# Premier League Malti 1909-1910
L'edizione 1909-1910 della Premier League maltese è stata la prima edizione della massima serie del campionato maltese di calcio. Il titolo è stato vinto dal Floriana.
Inizialmente prevista come una competizione ad eliminazione diretta, il formato del torneo è stato successivamente modificato in un girone all'italiana composto da 5 squadre. Il match decisivo per l'assegnazione del trofeo venne disputato il 24 aprile 1910 fra il Floriana e lo Sliema Wanderers, e vide la vittoria per 1-0 della prima compagine, che si assicurò così il primo titolo di campione di Malta.

## Classifica finale
|   | Classifica          | G | V | N | P | GF | GS | Dif | Pt |
| - | ------------------- | - | - | - | - | -- | -- | --- | -- |
| 1 | Floriana            | 4 | 4 | 0 | 0 | 6  | 0  | +6  | 8  |
| 2 | Sliema Wanderers    | 4 | 2 | 1 | 1 | 5  | 2  | +3  | 5  |
| 3 | St. Joseph's United | 4 | 2 | 0 | 2 | 4  | 4  | 0   | 4  |
| 4 | Boys Empire League  | 4 | 1 | 1 | 2 | 7  | 4  | +3  | 3  |
| 5 | Malta University    | 4 | 0 | 0 | 4 | 0  | 12 | -12 | 0  |

## Verdetti finali
- Floriana Campione di Malta 1909-1910